# خوليو خوسيه غونزاليس
خوليو خوسيه غونزاليس (بالإسبانية: Julio José González)‏ (23 أبريل 1991 بأكابولكو في المكسيك - ) هو لاعب كرة قدم مكسيكي في مركز حراسة المرمى. شارك مع منتخب المكسيك لكرة القدم. أما مع النوادي، فقد لعب مع سانتوس لاغونا.

## وصلات خارجية
- خوليو خوسيه غونزاليس على موقع الاتحاد الدولي (مؤرشف)  (الإنجليزية)
- خوليو خوسيه غونزاليس على موقع قاعدة بيانات كرة القدم.إي يو (الإنجليزية)
- خوليو خوسيه غونزاليس على موقع ناشيونال فوتبول تيمز (الإنجليزية)
- خوليو خوسيه غونزاليس على موقع Soccerway.com (الإنجليزية)
- خوليو خوسيه غونزاليس على موقع AS.com (الإسبانية)